# Geraldo França de Lima
Geraldo França de Lima (Araguari, 24 de abril de 1914 — Rio de Janeiro, 22 de março de 2003) foi um escritor e professor brasileiro.
Ocupou a cadeira 31 da Academia Brasileira de Letras, sucedendo a José Cândido de Carvalho.

## Biografia
Sexto ocupante da cadeira 31, eleito em 30 de novembro de 1989 na sucessão de José Cândido de Carvalho e recebido em 19 de julho de 1990 pelo Acadêmico Lêdo Ivo. Recebeu o Acadêmico Antônio Olinto.
Geraldo França de Lima, romancista e professor, nasceu em Araguari, MG, em 24 de abril de 1914 e faleceu no Rio de Janeiro, RJ, em 22 de março de 2003.

“
Morria a bela tarde serrazulense, num poente de ouro e de sangue. Gutemberg tomou Lígia das Graças pela mão: olharam pela janela, contemplaram Serras Azuis: os serros encavalados, ligando o céu à terra, banhavam-se numa chuva de ouro, e sumiam aos poucos, apagados pela noite que caía.
Um mundo de recordações lhes invadia a alma: desde a noite em que se acharam, até a madrugada de 4 de outubro. Reviveram os lances, as curvas, os degraus daquela séria estória de amor, que culminou com a Capelinha do Cachimbo em festas.
Gutemberg ficou abstrato, longínquo. (...)”

— (Serras azuis, 1961)
Era filho de Alfredo Simões de Lima e de dona Corina França de Lima. Com a mãe, aprendeu a ler e a escrever, terminando o curso primário, em 1926, na primeira turma que se matriculou no então recém-fundado Colégio Regina Pacis, dos padres holandeses. "Inocência", de Visconde de Taunay, recomendado por seu pai, foi o primeiro livro que leu (antes de completar 11 anos). Em 1929, seguiu para Barbacena, matriculando-se no internato do Ginásio Mineiro. Ali permaneceu por cinco anos, distinguindo-se no aprendizado de línguas e sendo um dos mais assíduos frequentadores da biblioteca. O seu primeiro escrito, descrevendo a viagem, que demandou cinco dias, pela antiga Estrada de Ferro Oeste de Minas, de Uberaba a Belo Horizonte, foi publicado no jornal Araguari. Em 1932, os estudantes do último ano do ginásio, levados pela efervescência cultural de Barbacena, transformaram o grêmio literário no grupo literário Arcádia Ginasiana de Letras. Geraldo França de Lima foi eleito seu presidente e diretor do jornal O Kepi, seminário de idéias em Barbacena. Nesse jornal, apareceram suas primeiras poesias.
Em Barbacena, na Quarta-feira santa de 1933, conheceu por acaso João Guimarães Rosa, capitão-médico do 9º BCM da Força Pública Mineira, e uma fraterna amizade logo os uniu. Em 1934, no Rio de Janeiro, ingressou na Faculdade de Direito da Universidade do Brasil e obteve o primeiro emprego, como revisor do jornal A Batalha, de Júlio Barata, estreando também como articulista. Em 1935, Bastos Tigre publica suas poesias na revista Fon-Fon. Longe, ainda, de se tornar escritor, Geraldo França de Lima continuava sendo inveterado frequentador de bibliotecas e livrarias.
Em 9 de dezembro de 1938 colou grau de bacharel em Ciências Jurídicas. Depois de rápida passagem por Araguari, voltou para Barbacena, como professor do Ginásio Mineiro, nomeado pelo governador Benedito Valadares. Em Barbacena, nos dias incertos da Segunda Guerra Mundial, conheceu o escritor francês Georges Bernanos, de quem se tornou amigo e confidente. Ali, iniciou vagarosamente todo o plano da obra literária.
Em 1951, acompanhando o Ministro da Justiça Bias Fortes, retornou definitivamente ao Rio de Janeiro, sendo nomeado advogado da Estrada de Ferro Central do Brasil, de onde passou para a Procuradoria Geral da República e daí para a Consultoria Geral da República. Reapareceu no Diário de Notícias, com o poema "Saudades sugeridas". Em 1960, Paulo Rónai abriu-lhe as colunas de Comentário, publicando o artigo "Com Bernanos no Brasil", de larga repercussão no exterior, considerado importante depoimento sobre o escritor francês.
Em 1958, tendo prestado provas públicas, foi nomeado professor do Colégio Pedro II, e posteriormente, admitido como professor de Literatura Brasileira na Faculdade de Letras da UFRJ. Foi assessor do Presidente Juscelino Kubitschek e do presidente do Conselho de Ministros, Tancredo Neves.
O ano de 1961 foi o ano do ingresso de Geraldo França de Lima em definitivo na vida literária. Guimarães Rosa, almoçando em casa do amigo, encontrou na escrivaninha os originais do romance "Uma cidade na província". Levou-os consigo e, entusiasmado, leu-os no mesmo dia. Pela madrugada, ao terminar a leitura, telefonou para dona Lygia, esposa do romancista, e emocionado transmitiu-lhe sua impressão: "Ou muito me engano ou estou na frente de um grande romancista." Mudou o nome para "Serras azuis", providenciou a publicação, indo pessoalmente procurar o editor Gumercindo Rocha Dórea. Na tarde do lançamento, na Livraria Leonardo da Vinci, em 2 de junho de 1961, Guimarães Rosa pediu a palavra e em discurso relatou sua amizade com Geraldo França de Lima, terminando com a apologia do romance. O sucesso alcançado valeu ao livro o Prêmio Paula Brito Revelação Literária 1961, da Biblioteca Pública do Estado da Guanabara. Em 1969, a União Brasileira de Escritores, sob a presidência de Peregrino Júnior, conferia o Prêmio Fernando Chinaglia a "Jazigo dos vivos", considerado o melhor romance de 1968. Em 1972, recebeu a grande láurea do Conselho Estadual de Cultura do Estado da Guanabara, o Prêmio Paula Brito Ficção, destinado a conjunto de obra. Em 1991, recebeu o Prêmio Nacional de Literatura Luísa Cláudio de Sousa, conferido pelo PEN Clube do Brasil ao romance Rio da vida. Em 1994, o Troféu Guimarães Rosa foi concedido a Folhas ao léu como conjunto de melhores contos.
Em 1988 formou com o senador Afonso Arinos de Melo Franco, Otto Lara Resende e Osvaldo França Júnior Comissão contra a emancipação do Triângulo Mineiro.
Pertenceu às seguintes instituições literárias e artísticas: Academia de Letras do Triângulo Mineiro, União Brasileira de Escritores, Academia Brasileira de Arte e PEN Clube do Brasil.
Foi casado com d. Lygia Bias Fortes da Rocha Lagoa França de Lima, que faleceu em 2002. Sofrendo a perda da visão, o acadêmico ditava seus livros à companheira. Seu último romance, "O sino e o som" foi lançado em 2002.

## Obras
- Serras azuis, romance (1961) (transformado em telenovela pela TV Bandeirantes)
- Brejo alegre, romance (1964);
- Branca Bela, romance (1965);
- Jazigo dos vivos, romance (1969);
- O nó cego, romance (1973);
- A pedra e a pluma, romance (1979);
- A herança de Adão, romance (1983);
- A janela e o morro, romance (1988);
- Naquele Natal, romance histórico (1988);
- Rio da vida, romance (1991);
- Folhas ao léu, contos (1994);
- Sob a curva do sol, romance (1997).
- Os pássaros e outras histórias (1999);
- O sino e o som (2002).